# Lubraniec (gmina)
Lubraniec (do 1954 gmina Piaski) – gmina miejsko-wiejska w Polsce położona w województwie kujawsko-pomorskim, w powiecie włocławskim. W latach 1975–1998 gmina administracyjnie należała do województwa włocławskiego.
Siedzibą gminy jest Lubraniec.
Według danych z 30 czerwca 2004 gminę zamieszkiwało 10 089 osób.

## Struktura powierzchni
Według danych z roku 2002 gmina Lubraniec ma obszar 148,18 km², w tym:
- użytki rolne: 88%
- użytki leśne: 4%

Gmina stanowi 10,06% powierzchni powiatu.

## Demografia

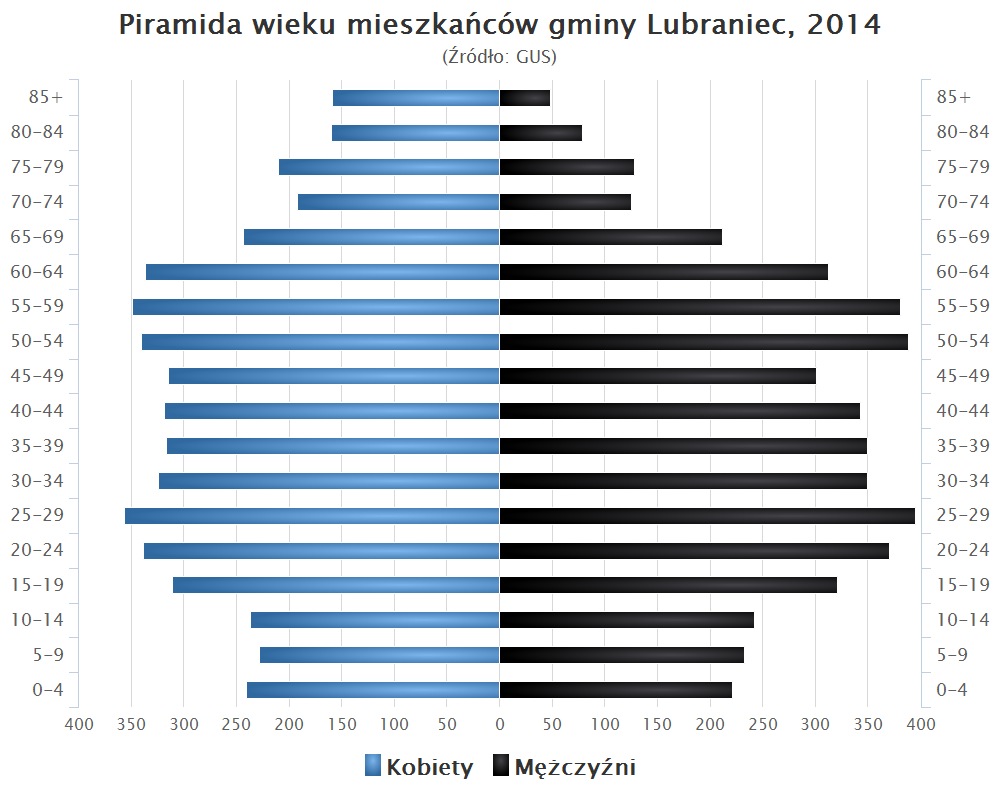
Piramida wieku mieszkańców gminy Lubraniec w 2014 roku

Dane z 30 czerwca 2004:
| Opis                              | Ogółem | Ogółem | Kobiety | Kobiety | Mężczyźni | Mężczyźni |
| --------------------------------- | ------ | ------ | ------- | ------- | --------- | --------- |
| jednostka                         | osób   | %      | osób    | %       | osób      | %         |
| populacja                         | 10 089 | 100    | 5117    | 50,7    | 4972      | 49,3      |
| gęstość zaludnienia (mieszk./km²) | 68,1   | 68,1   | 34,5    | 34,5    | 33,6      | 33,6      |

## Zabytki
Wykaz zarejestrowanych zabytków nieruchomych na terenie gminy:
- drewniany kościół parafii pod wezwaniem Świętej Trójcy z 1789 roku w miejscowości Dąbie Kujawskie, nr A/429 z 15.11.1982 roku
- zespół dworski z końca XVIII w. w miejscowości Dąbie Kujawskie, obejmujący: oficynę; park, nr 364/A z 25.04.1957 roku
- zespół dworski z drugiej połowy XIX w. w miejscowości Kazanie, obejmujący: dwór z ok. 1872; stodołę; stajnię; park, nr 133/A z 26.07.1984 roku
- zespół kościelny parafii pod wezwaniem św. Wojciecha w miejscowości Kłobia, obejmujący: kościół z 1883; cmentarz przykościelny; ogrodzenie z bramą, nr A/490/1-3 z 29.08.1996 roku
- cmentarz rzymskokatolicki z trzeciego ćwierćwiecza XIX w. wraz z ogrodzeniem i bramą w miejscowości Kłobia, nr 380/A z 02.07.1996 roku
- zespół dworski z początku XX w. w miejscowości Kłobia, obejmujący: dwór; park, nr 135/A z 26.07.1984 roku
- zespół kościelny parafii pod wezwaniem Matki Boskiej Szkaplerznej w Lubrańcu, obejmujący: kościół z 1906 roku; cmentarz przykościelny; ogrodzenie z bramą, nr A/471/1-2 z 15.07.1996 roku
- bożnica z końca XVIII w. przy ul. Brzeskiej 10 w Lubrańcu, nr 447 z 07.09.1960 roku
- zespół cmentarny z połowy XIX w. w Lubrańcu, obejmujący: cmentarz; kaplicę z 1897; ogrodzenie z bramą, nr 382/A z 02.07.1996 roku
- zespół pałacowy z 1812 roku w Lubrańcu, obejmujący: pałac; park; oficynę, nr A/1239/1-3 z 26.07.1984 roku
- zespół dworski z drugiej połowy XIX w. w Ossowie, obejmujący: dwór z końca XVIII w.; park, nr 134/A z 26.07.1984 roku
- zespół dworski z pierwszej połowy XIX w. w miejscowości Redecz Kalny, obejmujący: dwór; park, nr 137/A z 27.07.1984 roku
- zespół dworski w Sułkowie, obejmujący: dwór; park, nr 138/A z 27.07.1984 roku
- kościół parafii pod wezwaniem Narodzenia Najświętszej Maryi Panny z XV w. w Zgłowiączce, nr 66/A z 17.02.1981 roku
- zespół dworski w Żydowie, obejmujący: dwór; park; zabudowa gospodarcze; czworak, nr 136/A z 27.07.1984 roku.

## Sąsiednie gminy
Boniewo, Brześć Kujawski, Choceń, Izbica Kujawska, Osięciny, Topólka, Włocławek